# 外部変形
外部変形（がいぶへんけい）とは、フリーの2次元汎用CAD「Jw_cad」に組み込まれた特殊機能のことである。

## 概要
この手法を用いて、Jw_cadにさまざまな機能を組み込むことができる、極めて汎用性の高い機能である。動作の基本的な流れは、下記のようになっている。
1. Jw_cad が、その画面上のデータをテキストファイルとして吐き出す。
2. これを、外部のプログラムで受け止め、加工・編集して、Jw_cadに返す。
3. Jw_cad は、そのデータを読み込んで、画面に表示させる。

ここで、(2) の編集には、テキスト処理の行えるプログラムならば何を選んでも構わないのがポイントである。通常は「AWK言語」や「Ruby言語」など、フリーソフトが使用される。
ネット上には膨大な量の「外部変形」が蓄積されていて、Jw_cadの強力な機能アップに貢献している。